# 1+2=Paradise
1+2＝Paradise (1+2=パラダイス?, Ichi tasu ni wa paradaisu) è un manga scritto e disegnato da Junko Kamimura. È stato pubblicato per la prima volta sulla rivista Monthly Shōnen Magazine, edita da Kōdansha, dal 1989 al 1990. I capitoli sono stati raccolti in 4 volumi, pubblicati sempre da Kōdansha. Una serie OAV di due episodi della durata di 30 minuti ciascuno, prodotta da Agent 21 e animata da J.C.Staff, è stata pubblicata da Toei Video dal 23 febbraio al 27 aprile 1990.
A causa dei contenuti sessuali in essa presenti, la serie è stata inserita nella lista dei "manga nocivi" stilata dagli enti locali e nazionali governativi. La pubblicità negativa sulla serie ha portato Kōdansha a interrompere la diffusione del manga.

## Trama
La storia è incentrata su Yusuke Yamamoto, un adolescente figlio di due ginecologi. Da ragazzo ha rischiato di venir castrato dalle due sue amiche d'infanzia e vicine di casa, le gemelle Yuka e Rika Nakamura, per questo ha paura delle donne. Tuttavia, dopo averle salvate dall'attacco di un cane, le due gemelle si innamorano entrambe di lui. Invitate dal padre del ragazzo a vivere con loro in modo da guarire la ginecofobia del figlio, le sorelle Nakamura faranno di tutto per conquistarlo. 

## Personaggi
Yūsuke Yamamoto (山本優介?, Yamamoto Yūsuke)
Doppiato da Kappei Yamaguchi
Rika Nakamura (中村梨花?, Nakamura Rika)
Doppiata da Chieko Honda
La sorella maggiore del duo, tiene i propri capelli biondi sciolti ed è molto modesta e riservata.
Yūka Nakamura (中村結花?, Nakamura Yūka)
Doppiata da Riyako Nagao
La sorella minore del duo, tiene i propri capelli con una coda di cavallo. È molto ironica e diretta, oltre che senza vergogna nel mostrarsi di fronte a Yuusuke in momenti piuttosto osceni.
Padre di Yūsuke
Doppiato da Takashi Tomiyama
È ginecologo e gestisce una clinica tutta sua.

## Media

### Manga
Il manga fu pubblicato tra il 1989 e il 1990 sulla rivista Monthly Shōnen Magazine da Kōdansha e i capitoli furono raccolti in 4 volumi tankōbon dal 14 marzo 1989 al 14 giugno 1990. Successivamente tra il 1994 e il 1995 è stata pubblicata una nuova edizione da Shobunkan.
| Nº | Data di prima pubblicazione | Data di prima pubblicazione | Data di prima pubblicazione |
| Nº | Giapponese                  | Giapponese                  |                             |
| -- | --------------------------- | --------------------------- | --------------------------- |
| 1  | 14 marzo 1989               | ISBN 978-4-06-302266-7      |                             |
| 2  | 12 giugno 1989              | ISBN 978-4-06-302274-2      |                             |
| 3  | 12 ottobre 1989             | ISBN 978-4-06-302282-7      |                             |
| 4  | 14 giugno 1990              | ISBN 978-4-06-302305-3      |                             |

### Anime
Un adattamento a serie OAV basato sul manga è prodotto da Agent 21 con Toei Video e animato da J.C.Staff. I 2 episodi sono stati pubblicati direttamente per il mercato home video rispettivamente il 23 febbraio e il 27 aprile 1990.

#### Episodi
| Nº | Titolo italiano (tradotto) Giapponese 「Kanji」 - Rōmaji                                                                                          | Pubblicato il    | Pubblicato il |
| Nº | Titolo italiano (tradotto) Giapponese 「Kanji」 - Rōmaji                                                                                          | Giapponese       |               |
| 1  | Questo, quello, Purin Purin 「あっちもこっちもプリンプリン」 - Atchi mo kotchi mo Purin Purin                                                     | 23 febbraio 1990 |               |
| 2  | Scontro! Le sorelle Momoiro contro la lussuriosa ape regina 「対決！桃色姉妹Ｖ．Ｓ．好色女王蜂」 - Taiketsu! Momoiro shimai V.S. kōshoku Joōbachi | 27 aprile 1990   |               |

## Accoglienza
In un'anteprima all'uscita del primo OAV prevista per il 23 febbraio 1990, un critico sul numero di gennaio 1990 della rivista Animage afferma che il manga della ventiquattrenne Kamimura è un po' indecente, ma è riuscito ad attrarre un bel gruppo di appassionate nonostante i contenuti erotici.
Scrivendo una recensione per l'Asian Trash Cinema, Jim McLennan ha affermato riguardo alla prima parte dell'adattamento anime: "La piacevolezza di questi episodi sta nella loro pura, inesorabile e allegra capacità di coinvolgere. Sì, le ragazze sono delle complete teste vuote, ma le accuse di sessismo sono dovute in parte al fatto che il manga originale sia stato creato da una donna, Junko Uemura. Inoltre, Yusuke è alquanto inadatto socialmente nel suo modo di fare, il che lo rende doppiamente divertente dato che deve sembrare una parodia agli occhi del pubblico cui è rivolta [la serie]."